# Maria Tănase
Maria Tănase (Bukarest, 1913. szeptember 25. – Bukarest, 1963. június 22.) román énekesnő és színésznő. Népdalokat, románcokat, sanzonokat és operettdalokat énekelt. Romániában ugyanolyan kiemelkedő jelentőségű, mint Édith Piaf Franciaországban vagy Amália Rodrigues Portugáliában.
Közel harmincéves pályafutása alatt Románia nemzeti dívája lett, akit eredetisége, hangja, szépsége és karizmája miatt csodáltak. Romániában a 20. század kulturális ikonjának számít.
Ismert énekei például a Cine iubește și lasă (1937), Leliță cârciumăreasă (1939), Bun îi vinul ghiurghiuliu (1938), Doina din Maramureş (1956), Ciuleandra (1956) és Până când nu te iubeam.

## Élete
Bukarest Cărămidarii de Jos nevű külvárosában született. Apja, Ion Coanda Tănase kertész és virágkereskedő volt, ezen kívül egy óvoda tulajdonosa is, akinél számos nő dolgozott Románia különböző vidékeiről. Ezek a nők népdalokat énekeltek a kis Mariának, és ezzel maradandó hatást gyakoroltak rá.
Első ízben Cărămidarii de Josban lépett színpadra a Ion Heliade Rădulescu Főiskolán. 1934-ben akkori partnere, Sandu Eliad tanácsára Constantin Tănase Cărăbuş Színházának tagja lett. A színházi bemutatkozására 1937. június 2-án került sor Mary Atanasiu művésznéven. Hamarosan belföldön és külföldön is ismertté vált. Ő képviselte Romániát az 1937-es párizsi és az 1939-es New York-i világkiállításon. A rádióban 1938. február 20-án szerepelt először. Ebben az évben készültek első lemezfelvételei is, amelyek hozzájárultak sikeréhez.
1940 vége körül a Vasgárda megtiltotta, hogy nyilvánosan fellépjen, és összes létező lemezfelvételét megsemmisítette azzal az ürüggyel, hogy meghamisítja a román népzenét. A valódi ok az volt, hogy Maria Tănase baráti körében számos zsidó, illetve demokrata értelmiségi volt, mint például Harry Brauner muzikológus és Stephan Roll újságíró. A betiltás előtti utolsó fellépésére 1940. október 20-án Foksányban került sor. Az 1940-es évek elején a román titkosszolgálat ügynökeként is tevékenykedett.
A második világháború idején George Enescu, George Vraca és Constantin Tănase társaságában turnézott a fronton megsebesült katonák számára. 1943 decemberében a Királyi Lovasezred karácsonyi ünnepségén énekelt, ahol I. Mihály román király, Ion Antonescu, Mihai Antonescu és a kormány tagjai voltak a vendégek. 1944-ben Edmond Audran The Mascot című operettjében lépett fel.
A világháború után az Ansamblul Revista Színházban, illetve a Constantin Tănase Színházban lépett fel, többek között Lev Tolsztoj Az élő holttest című darabjában. 1946-ban ő játszotta a főszerepet Ralph Benatzky A hollywoodi szfinx című zenés vígjátékában. Ezekben az években számos turnén vett részt, csak New Yorkba negyvenszer utazott.
1950. decemberben összeházasodtak Clery Sachelarie jogásszal. 1952-ben a bukaresti 1. Zeneiskola tanára lett az újonnan létesített népzene szakon. 1955-ben állami díjjal tüntették ki, 1957-ben pedig a Munka Érdemrendjével. 1962-től a Taraful Gorjului népzeneegyüttest vezette.
1963. május 1-jén egy vajdahunyadi koncert közben lett rosszul, így meg kellett szakítania a turnéját. 1963. június 22-én hunyt el rákban. A bukaresti Bellu temetőben helyezték nyugalomra.
Constantin Brâncuși, amikor 1939-ben megismerte, ezt mondta neki: „Amikor énekelni hallak, Maria, képes lennék mindegyik dalunkból egy-egy Madár a légben-t faragni!”
Herta Müller több alkalommal beszélt arról a hatásról, amit Maria Tănase gyakorolt rá: „Amikor először hallottam Maria Tănasét, hihetetlennek tűnt számora; ekkor éreztem meg először, hogy mit jelent a folklór. A román népzene lényegileg kötődik a létezéshez. A német folklór egyáltalán nem adott nekem ihletet.”
2013. szeptember 25-én a Google román változata egy emléklogóval ünnepelte Maria Tănase születésének 100. évfordulóját.

## Fordítás
- Ez a szócikk részben vagy egészben  a   Maria Tănase című angol Wikipédia-szócikk ezen változatának fordításán alapul.  Az eredeti cikk szerkesztőit annak laptörténete sorolja fel. Ez a jelzés csupán a megfogalmazás eredetét és a szerzői jogokat jelzi, nem szolgál a cikkben szereplő információk forrásmegjelöléseként.
- Ez a szócikk részben vagy egészben  a   Maria Tănase című román Wikipédia-szócikk ezen változatának fordításán alapul.  Az eredeti cikk szerkesztőit annak laptörténete sorolja fel. Ez a jelzés csupán a megfogalmazás eredetét és a szerzői jogokat jelzi, nem szolgál a cikkben szereplő információk forrásmegjelöléseként.